# پلنگ زنگبار
پلنگ زنگبار (نام علمی: Panthera pardus adersi) یک جمعیت از پلنگ آفریقایی (Panthera pardus pardus) در جزیره اونگوجا در مجمع الجزایر زنگبار، تانزانیا است که به دلیل آزار شکارچیان محلی و از دست دادن زیستگاه، یک گونه منقرض‌شده در نظر گرفته می‌شود. این گونه بزرگترین گوشتخوار زمینی و شکارچی راس جزیره بود. درگیری روزافزون بین مردم و پلنگ ها در قرن بیستم، منجر به اهریمن‌سازی پلنگ زنگبار و تلاش‌های مردم برای نابودی آنها شد. تلاش‌ها برای توسعه یک برنامه حفاظت از پلنگ در اواسط دهه ۱۹۹۰ زمانی که محققان حیات وحش به این نتیجه رسیدند که امید کمی برای بقای درازمدت جمعیت وجود دارد، متوقف شد. در سال ۲۰۱۸، یک پلنگ توسط دوربین تله‌ای ضبط شد، بنابراین امیدها برای زنده ماندن جمعیت تجدید شد، اگرچه برخی از کارشناسان همچنان به این موضوع شک دارند.